# Оґденсбург (Нью-Йорк)
Оґденсбург (англ. Ogdensburg) — місто (англ. city) в США, в окрузі Сент-Лоуренс на північно-східній межі штату Нью-Йорк. Населення — 10 064 особи (2020). Розташоване в гирлі річки Освегачі, на південному березі річки Святого Лаврентія, навпроти канадського міста Прескотт.

## Географія
Оґденсбург розташований за координатами 44°42′33″ пн. ш. 75°27′48″ зх. д. / 44.70917° пн. ш. 75.46333° зх. д. (44.709180, -75.463271). За даними Бюро перепису населення США в 2010 році місто мало площу 21,07 км², з яких 12,83 км² — суходіл та 8,24 км² — водойми.

## Демографія

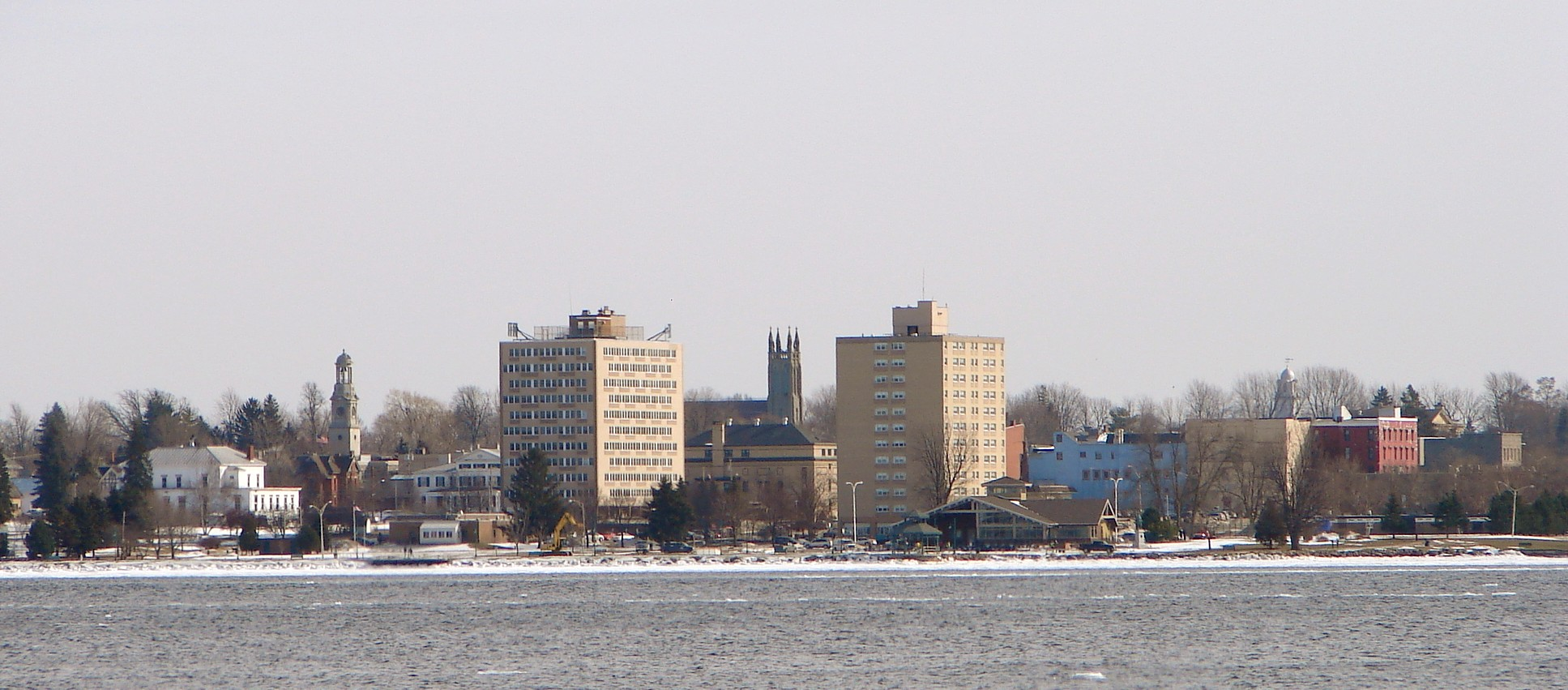
Панорама Оґденсбурга (вид з сусіднього канадського міста Прескотт

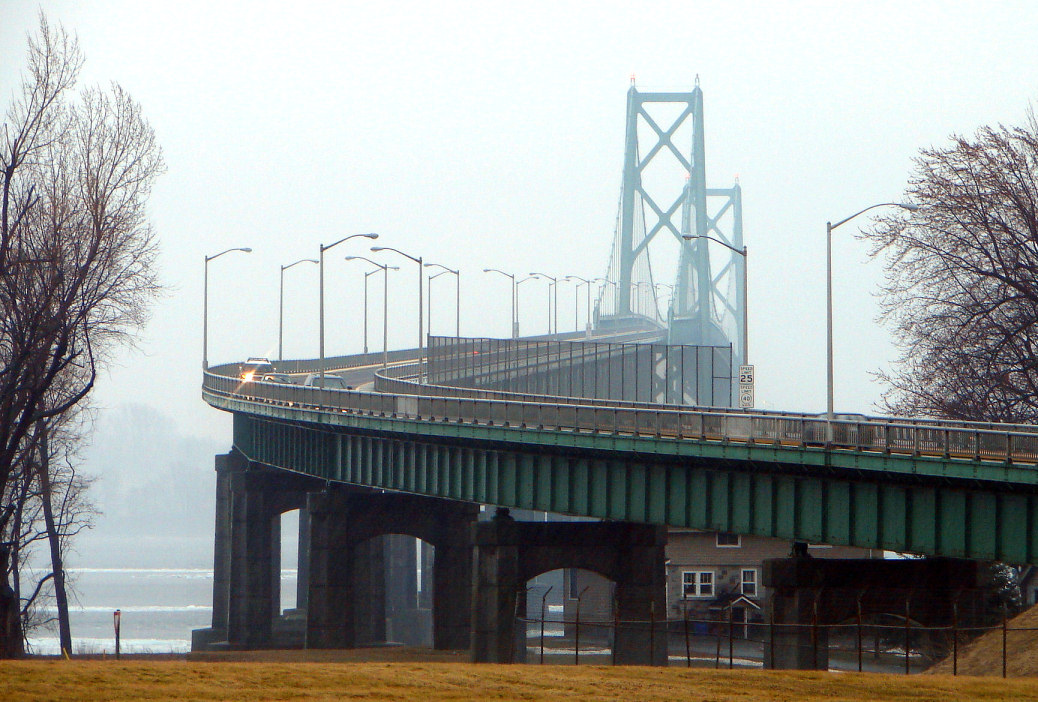
Міжнародний міст Оґденсбург-Прескотт

Згідно з переписом 2010 року, у місті мешкало 11 128 осіб у 4070 домогосподарствах у складі 2484 родин. Густота населення становила 528 осіб/км². Було 4356 помешкань (207/км²).
Расовий склад населення:
| - 88,3 % — білих - 7,3 % — чорних або афроамериканців - 0,8 % — корінних американців - 0,8 % — азіатів - 1,6 % — осіб інших рас |

До двох чи більше рас належало 1,2 %. Частка іспаномовних становила 3,5 % від усіх жителів.
За віковим діапазоном населення розподілялося таким чином: 20,5 % — особи молодші 18 років, 66,6 % — особи у віці 18—64 років, 12,9 % — особи у віці 65 років та старші. Медіана віку мешканця становила 39,1 року. На 100 осіб жіночої статі у місті припадало 120,6 чоловіків; на 100 жінок у віці від 18 років та старших — 122,0 чоловіків також старших 18 років.
Середній дохід на одне домашнє господарство становив 58 207 доларів США (медіана — 36 135), а середній дохід на одну сім'ю — 74 805 доларів (медіана — 52 500). Медіана доходів становила 43 803 долари для чоловіків та 36 147 доларів для жінок. За межею бідності перебувало 23,5 % осіб, у тому числі 31,5 % дітей у віці до 18 років та 11,3 % осіб у віці 65 років та старших.
Цивільне працевлаштоване населення становило 4055 осіб. Основні галузі зайнятості: освіта, охорона здоров'я та соціальна допомога — 35,8 %, роздрібна торгівля — 14,1 %, публічна адміністрація — 10,0 %.

## Персоналії
- Майкл Еммет Волш (*1935) — американський комедійний актор.